# Sum 41
Sum 41 byla punk rocková kapela z kanadského Ajaxu (Ontario), držitel ocenění Juno Award. Mezi její členy patří Deryck Whibley (vokály, kytara, keyboard, piano), Jason McCaslin (basová kytara, vokály), Frank Zummo (bubny, vokály), Dave Baksh (sólová kytara) a Tom Thacker (kytara, vokály)
Skupina vznikla v 41. letní den, odtud název Sum 41.
Od podpisu nahrávací smlouvy se studiem Island Records v roce 1999 vydala skupina čtyři studiová alba, dvě CD se záznamem živých koncertů, dvě live DVD, více než deset singlů a po celém světě prodala miliony nosičů. Do roku 2006 uspořádala více než 600 vystoupení a proslavila se svými světovými turné, trvajícími zpravidla déle než rok.
V roce 2017 vystoupila kapela v pražském klubu Roxy a od webu iREPORT získal tento koncert hodnocení v podobě pěti hvězdiček z pěti.
Dne 30. března 2025 oficiálně ukončila své působení při uvedení do kanadské síně slávy na 54. ročníku předávání cen Juno Awards. Poslední vystoupení v České republice proběhlo 10. listopadu 2024 v pražské O2 Aréně.

## Historie

### ObdobíHalf Hour of Power(1996–2000)
Členové skupiny začínali v konkurenčních středoškolských skupinách. V žertu říkají, že se setkali na koncertě skupiny Hole, konaném jednačtyřicátý den léta roku 1996. Podle serveru Supernova nesla skupina zpočátku název Kaspir a ke změně názvu na Sum 41 došlo u příležitosti Supernova Show 28. září 1996. Skupina Sum 41 byla „objevena“ Greigem Norim z kapely Treble Charger. Ve skupině se vystřídalo několik basistů a Cone do ní vstoupil až roku 1999.
Členové skupiny často natáčeli své dovádění, jako například přepadení pizzerie za použití vodních pistolek, nebo tanec před divadlem pro klip Makes No Difference. Obě tato videa jsou k vidění na DVD Introduction to Destruction a některých verzích bonusového DVD Does This Look Infected?.
Tyto záběry pak společně s demo nahrávkami rozeslali do několika nahrávacích společností. Vydavatelství Island Records, ve snaze vydělat na pop-punkovém šílenství okolo Green Day a Blink-182, Sum 41 podepsala smlouvu na počátku roku 2000.
27. června 2000 vydali album Half Hour of Power. Prvním singlem byl Makes No Difference se dvěma odlišnými videoklipy. První obsahuje sestřih nahrávek „výtržností“, ve druhém účinkují Sum 41 na house party.

### All Killer No Filler(2000–2002)
První plnohodnotné album, All Killer No Filler, vyšlo 8. května 2001. První skladba z alba, Fat Lip, se během léta stala velkým hitem a na týden i rockovou skladbou číslo jedna po celých Spojených státech. Vystoupení na turné Warped Tour popularitu skupiny ještě zvýšila.
Následují další dva singly – In Too Deep, zachycující členy skupiny při soutěži ve skocích do vody a Motivation s klasickým „garážovým“ videoklipem. Během velké části roku 2001 byla skupina na turné spolu s Blink-182 a poté se vrátila do studia k natočení dalšího CD.
Na konci roku 2001 skupina vydala spolu s komikem Tenacious D vánoční song s názvem Things I Want. Roku 2002 spolu s Ja Rulem a Nelly přezpívali skladbu Walk This Way, původně od Aerosmith a Run-D.M.C.

### Does This Look Infected?(2002–2004)
26. listopadu 2002 vychází druhé album – Does This Look Infected? v němž Sum 41 lehce mění svůj styl a přinášejí tvrdší muziku, přičemž však stále zachovávají svoji tradiční jemnou harmonii. Prvním singlem tohoto alba byl Still Waiting, parodie na jeden z klipů The Strokes, v němž se pod názvem The Sums posmívají „new-garage“ retro-rockovému stylu. Tato skladba byla mnohem tvrdší, než fanoušci očekávali.
Vydání Still Waiting bylo následováno singlem The Hell Song, v němž členové skupiny používají panenky s portréty sebe samých a dalších celebrit, např. Ozzyho Osbourna či Pamely Anderson. Video k dalšímu singlu, Over My Head (Better Off Dead), bylo rovněž umístěno jako bonus na živé DVD Sake Bombs and Happy Endings z roku 2004.
Po rozsáhlém turné spolupracovali s Iggy Popem na jeho nové desce Skull Ring. Společně napsali první skladbu z alba Little Know It All a na podporu skladby spolu vystoupili i v pořadu The Late Show with David Letterman.

### ChuckaGo Chuck Yourself(2004–2006)
Na počátku roku 2004 přispěla skupina svým songem Moron (zařazeném jako bonus na albu Chuck verze pro japonský trh) do alba Rock Against Bush. Ke konci téhož roku pak skupina odcestovala spolu s charitativní organizací War Child Canada do Konga, aby pomohla dokumentovat občanskou válku. Několik dní po jejich příletu vypukly boje v blízkosti hotelu v Bukavu, v němž se skupina ubytovala. Všichni čekali, až střelba utichne, leč marně. Až pracovník mírové mise OSN, Kanaďan Charles „Chuck“ Pelletier, zavolal na pomoc obrněné transportéry, aby odvezly ubytované hosty do bezpečí. Transportéry přijely po 6 hodinách a odvezly skupinu i 40 dalších civilistů. Na počest Chucka Pelletiera pojmenovali Sum 41 své další album právě Chuck. Pořízené dokumentární záběry byly použity ve filmu ROCKED: Sum 41 in Congo, jež byl odvysílán i na MTV a organizace War Child jej vydala 29. listopadu 2005 na svém DVD v USA a Kanadě. Album Chuck bylo vydáno 12. října 2004. Jde o tvrdou hudbu s mnohem vážnějším tónem a bez humoru, který byl kapele vlastní na předchozích albech. První skladbou alba (a zároveň jedinou napsanou po incidentu v Kongu) je We're All to Blame. Tempo skladby se mění z rychlého na pomalé, což má vyjadřovat cestu do Konga, kdy v jedné chvíli panoval mír a vzápětí došlo na prudkou střelbu. Následovaly songy Pieces (poměrně jemná skladba, která dosáhla předních příček kanadských hitparád), Some Say (v Kanadě a Japonsku vydáno pouze jako singl) a No Reason (vydána ve stejné době jako Some Say, ale bez videoklipu a pouze v USA a Evropě).
Po turné Go Chuck Yourself absolvovali turné spolu s Good Charlotte za podpory Loly Ray a Hazen Street, následně přišlo turné Carnival of Sins.
21. prosince 2005 vydali v Japonsku živé CD Happy Live Surprise, které obsahuje celý koncert z ontarijského Londonu. Stejné CD bylo vydáno 7. března 2006 také v Kanadě pod názvem Go Chuck Yourself, ovšem již ne v tradiční spolupráci s EMI, nýbrž pod taktovkou Aquarius Records.
Po hudební show v Quebec City 11. září 2005 si dali koncertní pauzu, ačkoliv 17. dubna 2006 vystoupili na koncertě pro poctu Iggymu Popovi, kde spolu s Iggym zahráli skladby Little Know It All a Lust For Life.

### Pauza: Vedlejší projekty a odchod Dava Bakshe (2006)
11. května 2006 oznámil Dave Baksh (alias Dave Brownsound) prostřednictvím své manažerské společnosti, že opouští Sum 41 a začíná pracovat s novou skupinou Brown Brigade. Bakshův odchod ze skupiny byl zdůvodňován uměleckými neshodami a jeho touhou po hraní klasičtější metalové hudby.
12. května učinil Deryck v diskuzi na webových stránkách skupiny první oficiální prohlášení ohledně Davova odchodu, ve kterém odchod potvrdil a současně prohlásil, že skupina nemá v úmyslu Dava nahrazovat, ačkoliv je jisté, že si najali někoho, kdo jim pomáhal s turné a hraním na živých vystoupeních, aniž by však byl zachycen na videích, fotografiích či albech a měl jakékoliv rozhodovací právo v dění okolo činnosti skupiny.
Během této pauzy se Deryck zaměřil na svoji kariéru producenta. Napsal a produkoval dvě písně pro album Avril Lavigne The Best Damn Thing. Steve 'Stevo' Jocz režíroval své první video pro kanadskou skupinu The Midway State a Cone rozjel novy projekt společně s Toddem Morsem z H2O a skupinou Juliette and the Licks. Tato nová dvoučlenná skupina s názvem The Operation M.D. vydala na počátku roku 2007 debutové album We Have an Emergency (v koprodukci s Deryckem Whimbleyem). Cone zde ve třech skladbách zastoupil vedlejší i hlavní vokály, hrál na baskytaru i klávesy. Režie prvního videoklipu s názvem Sayonara se chopil Stevo.

### Underclass Hero(2007)
Další v pořadí čtvrté album kapely vydané 24. července 2007.
Obsahuje tyto skladby:
1/ Underclass hero –
2/ Walking disaster –
3/ Speak of the devil –
4/ Dear Father –
5/ Count your last blessing –
6/ Ma poubelle –
7/ March of the dogs –
8/ The jester –
9/ With me –
10/ Pull the curtain –
11/ King of the contradiction –
12/ Best of me –
13/ Confusicon and frustration in modern times –
14/ So long goodbye –
15/ Look at me

### Screaming Bloody Murder(2011)
29. března 2011 vyšlo v pořadí páté album s názvem Screaming Bloody Murder. Album mělo původně vyjít již o 6 dní dříve, tedy 23. března 2011. Bylo oznámeno, že kapela uvolní píseň s názvem „Screaming Bloody Murder“ 7. února 2011 ve Spojených státech. Celosvětově premiéru měla tato píseň 14. ledna 2011 na kanadském windsorském rádiu 89X.
Na oficiální japonské stránce kapely bylo potvrzeno, že album vyjde v Japonsku 23. ledna. Poté bylo potvrzeno, že album vyjde ve Spojených státech 29. března. Kvůli zemětřesení a tsunami bylo japonské datum vydání posunuto na 6. duben. Dne 28. února 2011 byla uvolněna další skladba, totiž „Blood in My Eyes“. Tato skladba byla dána k dispozici pro poslech zdarma na Alternative Press.

### 13 Voices (2016)
7. října 2016 vychází v pořadí šesté album s názvem 13 Voices. Album bylo nahráváno od června 2014 do dubna roku 2016 v domácím studio zpěváka Derycka Whibleyho. Jedná se o první album na kterém se neobjevuje bubeník Steve Jocz, který kapelu opustil v roce 2013. Nahrazuje jej bubeník Frank Zummo ze skupiny Street Drum Corps. Do kapely se po 9 letech vrací kytarista Dave Baksh. První skladba „Fake My Own Death“ byla do světa vypuštěna 26. června 2016. Následovala ji píseň „God Save Us All (Death To Pop)“ a single „War“.

### Order In Decline (2019)
22. května 2019 kapela prostřednictvím sociálních sítí oznámila natočení nových songů. 24. května jí společnost Hopeless Records vydala singl „Out For Blood“ jako první ochutnávku z připravovaného alba „Order In Decline“, chystaného k vydání 19. července. Druhý song „A Death in the Family“ pronikl na internet 10. června, den před oficiálním vydáním singlu i hudebního videoklipu. Třetí singl „Never There“ byl vydán 18. června a čtvrtý, „45 (A Matter of Time)“, přišel na svět 8. července. Rovněž tyto singly doprovodily videoklipy.

### Heaven :x: Hell (2024)
Na jaře roku 2023 kapela oznámila, že chystá poslední album a turné, které ukončí téměř třicetiletou činnost kapely. 27. září 2023 byl vydán singl „Landmines". V prosinci následoval single „Rise Up" a v únoru skladba „Waiting On A Twist Of Fate". 
29. března 2024 bylo vydáno finální album s názvem Heaven :x: Hell. Celkem se skládá z 20 songů, kapela v nich kombinuje všechny své předešlé hudební styly.

### Ukončení činnosti
V lednu 2025 odhalili data svých posledních show. Svůj poslední koncert odehráli 30. ledna 2025 v Scotiabank Arena v Torontu.

## Hudební styl a vlivy
Sum 41 potvrdili, že jejich počátky (album Half Hour of Power) byly silně ovlivněny skupinou NOFX. Další vliv přicházel ze strany formace Beastie Boys, obzvláště zřetelný je v jejich hip-hopovém pojetí alba All Killer No Filler, stejně jako vliv hudby Rapcore, jež můžeme vysledovat v hitech Fat Lip a Wahta We're All About. Pozdější tvorba (Does This Look Infected?) je podle vyjádření členů kapely silně ovlivněna hudbou The Offspring nebo Iron Maiden. V songu Fat Lip pasáž „…Maiden and Priest were the gods that we praised…“ odkazuje na Iron Maiden a Judas Priest. Na albu Chuck je pro změnu série skladeb, jež se dají přirovnat k thrash metalu skupiny Metallica. Skupina rovněž přiznala, že ve svých počátcích byla ovlivňována stylem, který hrají Green Day.
Raný styl skupiny je často přirovnáván k pop-punkovým skladbám od Blink-182, obzvláště díky chytlavým melodiím a nadsázce, které najdeme v tvorbě obou skupin. Současná tvorba je však co se týče stylu předmětem sporů, neboť dochází k jejich kombinaci. Často je hudba Sum 41 přirovnávána k pop-punku, punk rocku, někdy dokonce k alternativnímu punku. Jejich současná hudba je známá především svým politickým podtextem.
S albem Underclass Hero se skupina navrací ke své dřívější hudbě ve stylu alb Does This Look Infected a All Killer No Filler. Zásluhou baskytaristy Cona McCaslina je však toto album (dle vyjádření frontmana Derycka Whibleyho) „ještě ostřejší a rychlejší“, ale zároveň „více punk rockové a méně metalové“.

## Internetová videa
Sum 41 prosluli svými vlastnoručně natáčenými groteskními a často kontroverzními videi, která umisťují na internet.
Na turné k albu Chuck se skupina uváděla těmito videi, jež byla označena za „nevhodná pro děti“. V klipu Basketball Butcher hrají Steve a Cone basketball a Cone vítězí. Následně Steve Cona zavraždí, naporcuje a uvaří. V jiném videu, 1-800-Justice, hrají Stevea Cone bratry, drogové dealery, zatímco Dave a Deryck ztvárňují policejní důstojníky. Poté, co Cone pobodá Dave, Steve zastřelí Derycka a oba „bratři“ se dávají na útěk.
Mezi nejnovější videa patří „týdeník“ s názvem SUM 41 – Road to Ruin. První epizoda byla vydána 21. ledna 2007. Od té doby bylo možné v epizodách spatřit například záběry Derycka a Steva opilých namol v hotelu v New Orleans. Tato série je k vidění i na stránkách MySpace či YouTube a na oficiálních stránkách kapely

## Sestava
- Deryck Whibley/Bizzy D (hlavní vokály, kytara)
- Jason „Cone“ McCaslin (baskytara, vokály)
- Frank Zummo (bubny, vokály)
- Thomas „Brown Tom“ Thacker (kytara, vedlejší vokály)
- Dave „Brownsound“ Baksh (kytara)

### Dřívější členové
- Dave Baksh/Brownsound/Hot Chocolate (kytara, vokály) (1996–2006), 2006–2015 v Brown Brigade, nyní zpátky v Sum 41
- Mark „London“ Spicoluk (baskytara, vokály) (1997–1999), později hrál s Closet Monster a Avril Lavigne
- Marc Costanzo (kytara, vokály) (1998) nyní v Len
- Steve Jocz (bubny, vokály)

#### Spolupráce na turné
- Thomas „Brown Tom“ Thacker (kytara, vedlejší vokály)

## Diskografie
| Datum vydání       | Jméno                    | Vydavatel        | umístění v US Billboard | umístění v Anglii | umístění v Kanadě | úspěchy v Kanadě   | úspěchy v USA   |
| ------------------ | ------------------------ | ---------------- | ----------------------- | ----------------- | ----------------- | ------------------ | --------------- |
| 27. června 2000    | Half Hour of Power       | Island Records   | #188                    | #300              | neznámé           | platinová deska    |                 |
| 8. května 2001     | All Killer No Filler     | Island Records   | #13                     | #7                | #1                | 3x platinová deska | platinová deska |
| 26. listopadu 2002 | Does This Look Infected? | Island Records   | #32                     | #34               | #1                | 2x platinová deska | zlatá deska     |
| 12. října 2004     | Chuck                    | Island Records   | #10                     | #59               | #1                | 2x platinová deska | zlatá deska     |
| 24. července 2007  | Underclass Hero          | Island Records   | #7                      | #46               | #1                | platinová deska    | zlatá deska     |
| 29. března 2011    | Screaming Bloody Murder  | Island Records   |                         |                   |                   |                    |                 |
| 7. října 2016      | 13 Voices                | Hopeless Records |                         |                   |                   |                    |                 |
| 19. července 2019  | Order In Decline         | Hopeless Records |                         |                   |                   |                    |                 |
| 29. března 2024    | Heaven :x: Hell          |                  |                         |                   |                   |                    |                 |